# Atol shuco
El Atol shuco, o simplemente shuco, es una bebida caliente típica de El Salvador. Está compuesta de masa de maíz fermentado, agua, sal, y alguashte, esta tiene un origen prehispánico, asociada con las poblaciones de Origen Maya, Lenca, y Pipil.  
La receta original es con frijoles negros enteros con caldo y un puntito de sal. Se sirve en un depósito llamado huacal que es hecho del fruto de un árbol llamado morro que sirve a manera de taza y se toma sin cuchara. Se puede añadir chile al gusto.

## Preparación
Maíz negro es tostado en una plancha o cacerola; el maíz tostado es colocado en un recipiente con agua y se deja reposar durante una noche. Al día siguiente el maíz negro fermentado es molido. A esta masa se le pone agua y se cuela en una manta de colar, el líquido es escurrido. Este líquido es cocinado en una olla, se mueve constantemente hasta que hierva. Cuando está listo, se mezcla aparte una porción pequeña del atol con alguashte.
Se sirve en un huacal de morro, colocando primero el atol, luego frijoles negros salcochados con caldo y sal, seguidos del alguashte. A esto se le puede añadir chile al gusto.
En algunas zonas se le sirve con frijoles colorados y también se le acompaña con un elote cocido o se suele agregarse limón pero en raras ocasiones.